# الحزب الشيوعي التونسي
الحزب الشيوعي التونسي، تأسس عام 1920 في عهد الاستعمار الفرنسي، واستمر في النشاط إلى ما بعد الاستقلال ليقع تحجيره في جانفي/كانون الثاني 1963 غداة الكشف عن محاولة انقلابية لم يكن له في الحقيقة ضلع فيها. سمح بعودته من جديد في 18 جويلية/تموز 1981، في نفس اليوم الذي ألقي فيه القبض على قيادات حركة الاتجاه الإسلامي. وأصبح منذ أفريل/نيسان 1993 يسمى حركة التجديد.

## بداياته
ظهرت الحركة الشيوعية في تونس كامتداد للحركة الشيوعية الفرنسية. وعندما انعقد مؤتمر تور للحزب الاشتراكي الفرنسي مال أغلب الاشتراكيين الفرنسين بتونس إلى الحزب الشيوعي الناشئ آنذاك، وأسسوا لهم جامعة شيوعية قامت بإصدار عدد من الصحف التي كانت سرعان ما يقع إيقافها. إلا أن أهم ما قاموا به في العشرينات هو مساندتهم لحركة محمد علي الحامي النقابية.

## في الثلاثينات
نشط الشيوعيون بتونس خاصة منذ عام 1936 في عهد الجبهة الشعبية الفرنسية التي كان الحزب الشيوعي الفرنسي أحد مكوناتها. وقد تركز نشاطهم آنذاك في معارضتهم للفاشية، أما إزاء الحركة النقابية التونسية فقد وقفوا ضد تجربة بلقاسم القناوي الذي أحيا تجربة محمد علي الحامي. ومن العناصر المسيرة له آنذاك: علي جراد، حسن السعداوي، جورج شمامة، أوغست فور، جورج عدة... أي أنهم خليط من التونسيين والفرنسيين، اليهود والعرب. وقد بقيت تلك إحدى خصائص القيادة الشيوعية إلى عهد الاستقلال.

## غداة الحرب العالمية الثانية
استفاد الشيوعيون التونسيون من مشاركة الحزب الشيوعي الفرنسي في السلطة غداة الحرب العالمية الثانية. وقد رفعوا آنذاك شعار الاتحاد الفرنسي الذي يتناقض مع مبدإ الاستقلال. ولم يتخلوا عن هذا الشعار إلا في نهاية الأربعينات. وأصبحوا منذئذ يقتربون من الوطنيين التونسيين، ومن أبرز مظاهر ذلك التقارب مشاركتهم معا في اللجنة التونسية للحرية والسلم. وبعد انسحاب الحزب الحر الدستوري الجديد من تلك اللجنة، لم يجد الحزب الشيوعي التونسي الصيغة الملائمة للخروج من التهميش.

## بعد الاستقلال
حاول الحزب الشيوعي أن يتدارك أمره بعد الاستقلال باتباع سياسة تونسة الإطارات، كما مارس نقدا ذاتيا بخصوص مواقفه خلال فترة النضال الوطني. ومع ذلك لم يتمكن من اكتساب عناصر جديدة بعد أن فقد العناصر الفرنسية واليهودية التي غادرت البلاد. واقتصر نشاطه على المشاركة في انتخابات سنة 1959 التي لم يفز بأي مقعد فيها، كما كان استمر في إصدار جريدتيه الطليعة وتريبون دي بروغري (منبر التقدم).

## بعد العودة
أصدر الحزب الشيوعي التونسي بعد عودته للنشاط جريدة الطريق الجديد. كما عمل خلال الثمانينات بالتنسيق مع أحزب المعارضة الأخرى سواء منها القانونية مثل حركة الديمقراطيين الاشتراكيين أو غير القانونية مثل حركة الاتجاه الإسلامي. وبعد السابع من نوفمبر شارك في الانتخابات التشريعية لسنة 1989 وأحرز على نسبة ضئيلة من أصوات الناخبين.